# Potoci (Republika Serbska)
Potoci (cyr. Потоци) – wieś w Bośni i Hercegowinie, w Republice Serbskiej, siedziba gminy Istočni Drvar. W 2013 roku liczyła 36 mieszkańców.